# 神府高速公路
神木至府谷高速公路，简称神府高速，是陕西省“2367”高速公路网中三条南北纵向线之一“榆商线”的组成部分，也是中国国家高速公路网联络线沧榆高速公路（编号G1812）的重要路段。起于榆林市神木市乔家梁，通过神木枢纽立交，与榆神高速公路相接，经瓦窑坡、三堂、永兴、李家沟、李阴塔、王沙峁、石马川、齐家寨、园峁圪垯、碛楞村，止于府谷互通立交，经碛楞黄河大桥，与山西省忻保高速公路相接，全长56.9公里。设计车速80公里/小时，双向六车道，路基宽度32米，是陕北地区第一条六车道高速公路。全线设互通立交5座，服务区、停车区、养护工区、管理所和管理分中心各1处。于2008年12月30日开工建设，2011年12月建成通车。
根据陕西省交通运输厅、陕西省公安厅于2016年11月28日发布的限速公告，神府高速公路全线双方向小客车限速值100公里/小时，其他机动车限速值80公里/小时。

## 重点工程
神木窟野河特大桥是神府高速公路的控制性工程之一，由中铁电气化局西安铁路工程公司和中交第一公路工程局有限公司两家单位承建。大桥上跨204省道、神延铁路、神木火车站路、窟野河、鸳鸯塔桥、神木市滨河路、东山路，全长3446米，其中刚构部分2256米，最大跨径165米，最大墩高76.5米。全桥共12联，引桥第1－8联为30米、40米预制箱梁；第9－11联主桥采用（88+4×165+88）+（69+4×130+79.5+39.5）+（76+4×140+76）变截面三向预应力混凝土连续刚构，第12联引桥为3×43+50米四跨现浇箱梁。全桥共计1173个悬浇块段、37个合龙段，共需19次合龙。于2011年10月20日全桥合龙。